# 楊世增
杨世增（？—？），號鵬池，山西平陽府蒲州軍籍陕西西安府华阴县人，明朝政治人物。

## 生平
万历二十五年（1597年）丁酉科山西乡试舉人，二十九年（1601年）辛丑科進士，通政司觀政，初授永川县知縣，同年調宰安肃县，莅政五年，课士劝农，置学田，婚丧不举者给之。建义仓，集社穀，耕穫不支者给之。值道殣相望，移粟煮粥，全活甚众。三十六年行取兵部主事，三十八年考选，四十年擢授廣西道監察御史。

## 家族
曾祖楊講，医官。祖父楊槐，廪生。父楊炳，医官。